# Chevelle
I Chevelle sono una band alternative metal statunitense, formatasi in Illinois nel 1995. Il nome della band deriva dalla passione dei suoi membri per le automobili veloci, in particolare dalla Chevrolet Chevelle.

## Storia
I Chevelle si formano nel 1995 dall'idea dei fratelli Pete e Sam Loeffer, rispettivamente cantante/chitarrista e batterista, che cominciano suonando nei club di Chicago con il bassista Matt Scott. Scott viene sostituito nel 1996 dal fratello minore dei Loeffler, Joe.
Nel 1995 registrarono un demo intitolato The Blue Album, continuando ad esibirsi dal vivo. Tre anni dopo, nel 1998, furono notati dall'etichetta discografica Squint Entertaintment, con la quale riuscirono a firmare un contratto.
Nel 1999 pubblicarono il loro primo album in studio, Point #1.
Fino al 2002 cominciarono ad apparire in concerto insieme a band come i Sevendust, Machine Head, Filter e Powerman 5000.
Nello stesso anno sciolsero il contratto con la Squint, firmarono per la Epic Records e pubblicarono l'album Wonder What's Next, che vendette più di un milione di copie fino al 2003 e fu premiato con il disco di platino dalla RIAA. Riuscirà a raggiungere il traguardo del doppio platino con oltre due milioni di copie vendute. Nello stesso anno parteciparono da co-headliner all'Ozzfest; dalle esibizioni al festival nacquero due album: il live Live from the Road e il DVD Live from the Norva. Ancora nel 2003 parteciparono alla seconda edizione del tour Music as a Weapon II dei Disturbed.
Il 21 settembre 2004 fu pubblicato il terzo album in studio This Type of Thinking (Could Do Us In), anch'esso di buon successo nazionale. Appena dopo la pubblicazione dell'album, Joe Loeffler lasciò il gruppo, dichiarando di volersi dedicare alla sua famiglia, e fu sostituito nel 2006 da Dean Bernardini, cognato dei Loeffler.
Il 3 aprile 2007 gli Chevelle pubblicarono Vena Sera, e nel 2009 il quinto album Sci-Fi-Crimes, anticipato dal singolo Letter from a Thief.
Nel 2010 il gruppo è partito in tour insieme a Shinedown, Puddle of Mudd, Sevendust, Breaking Benjamin e 10 Years. Nel gennaio 2011 hanno pubblicato un CD/DVD dal titolo Any Last Words.
Nel dicembre 2012 è stata diffusa una compilation dal titolo Stray Arrows: A Collection of Favorites: si tratta di una raccolta di 12 brani tra versioni riarrangiate e B-side.
Con la collaborazione del produttore Joe Barresi, tra il 2013 e il 2014 la band ha realizzato l'album La Gárgola, uscito nell'aprile 2014 e miglior debutto della carriera per il gruppo: entra infatti  direttamente alla terza posizione della Billboard 200. Viene seguito nel 2016 da The North Corridor e nel 2021 da NIRATIAS, anch'essi ben accolti dal pubblico negli Stati Uniti con l'ottava e la nona posizione al rispettivo debutto nella Billboard 200.

## Discografia

### Album in studio
- 1999 – Point #1
- 2002 – Wonder What's Next
- 2004 – This Type of Thinking (Could Do Us In)
- 2007 – Vena Sera
- 2009 – Sci-Fi Crimes
- 2011 – Hats Off to the Bull
- 2014 – La Gárgola
- 2016 – The North Corridor
- 2021 – NIRATIAS
- 2025 - Bright As Blasphemy

### Raccolte
- 2012 – Stray Arrows: A Collection of Favorites
- 2018 – 12 Bloody Spies

### Album dal vivo
- 2003 – Live from the Road
- 2004 – Music as a Weapon II
- 2011 – Any Last Words?

## Formazione

### Formazione attuale
- Pete Loeffler – voce, chitarra, pianoforte (1995-presente), basso (2019-presente)
- Sam Loeffler – batteria (1995-presente)

### Ex componenti
- Matt Scott – basso, voce secondaria (1995-1996)
- Joe Loeffler – basso, voce secondaria (1996-2005)
- Dean Bernardini – basso, voce secondaria (2005-2019)